# أنقليس ثعباني منبسط
أنقليس ثعباني منبسط (الاسم العلمي: Ophichthus unicolor) هو نوع من الأنقليس، يتبع فصيلة الأنقليس الثعباني.